# Hillel II
Pour les articles homonymes, voir Hillel (homonymie).

Hillel Nessia, (judéo-araméen: הלל נשיאה, Hillel le Nassi ; terre d'Israël, 320-365 EC) également connu comme Hillel, et confondu pour cette raison avec son ancêtre Hillel l'Ancien, occupa la fonction de Nassi du Sanhédrin entre 350 et 365 EC, succédant à son père Juda III.
Son nom apparait en deux endroits en association avec des décisions importantes pour la loi juive : dans l'une, Yosse ben Abin lui expose une loi (Yer. Ber. ii. 5a) ; dans l'autre, Hillel cite une mishna pour établir une loi (Yer. Ter. i. 41a).
Il est traditionnellement considéré comme le créateur du calendrier hébraïque moderne, fixé par calcul et non d'après l'observation des phases lunaires. Il y a cependant peu de données permettant de confirmer la chose, et la première mention n'apparait que dans un responsum du Rav Haï Gaon (début du XIe siècle) cité par Abraham bar Hiyya dans son Sefer Ha'ibbour, rédigé en 1123. Le sujet de ce responsum est le cycle de 19 ans pour les intercalations d'années embolismiques, et l'on ne peut en déduire avec certitude que le fait que Hillel promut son adoption pour réguler la distribution des années embolismiques. Les savants ayant étudié l'histoire du calendrier hébraïque s'accordent à penser (sur base du Talmud lui-même et d'autres sources rabbiniques) qu'en pratique, l'évolution du calendrier jusqu'à sa forme présente fut un processus graduel étalé sur plusieurs siècles, du Ier siècle au VIIIe siècle, sinon au IXe siècle EC.
La tradition rabbinique le tient en haute estime pour ce fait qui se révéla d'un bénéfice incalculable pour les Juifs dans sa génération et les suivantes, permettant de faire coïncider les fêtes juives avec la saison pendant laquelle ils tombaient dans la Bible. Le calendrier juif est luni-solaire, ses mois étant synchronisés sur les phases lunaires, tandis que son année équivaut grossièrement à une année solaire. Afin de conserver la synchronisation avec la lune, un jour devait parfois être ajouté dans le mois, tandis que la synchronisation avec les saisons nécessitait parfois l'intercalation d'un mois dans l'année. Ces intercalations étaient à l'origine déterminées lors des réunions d'un comité spécial du Sanhédrin. Cependant, Constance II, marchant dans les pas d'Hadrien, prohiba la tenue de ces réunions ainsi que la vente d'articles juifs pour des buts spécifiques. Or, les communautés juives en diaspora dépendaient du calendrier sanctionné par les Sages de Judée, sous peine de ne pouvoir célébrer en même temps les fêtes juives. Cependant, les messagers portant les nouvelles aux communautés diasporiques étaient souvent retardés, voire parfois arrêtés. Houna ben Abin suggéra même à Rava de soulager les congrégations étrangères de ne pas attendre l'intercalation officielle : « Si tu es convaincu que le quartier d'hiver s'étendra au-delà du seizième jour de nissan, déclare que cette année est embolismique, et n'hésite pas. » (R. H. 21a). 

Cependant, les persécutions religieuses continuèrent, et Hillel décida de fournir un calendrier autorisé pour toutes les ères à venir, bien que ce geste altérât les liens entre les Juifs de Diaspora et leur terre d'origine ainsi que le patriarcat.
On sait également que l'empereur Julien sut se ménager de bonnes relations avec Hillel, qu'il honora en diverses occasions. Dans une lettre autographe adressée à lui, Julien l'assura de son amitié et promit d'améliorer les conditions des Juifs. Avant de partir en campagne contre la Perse, Julien adressa aux congrégations juives une circulaire dans laquelle il leur disait avoir jeté les décrets visant à imposer les Juifs aux flammes, et prévenu son frère le vénérable patriarche Julos d'abolir la taxe d'envoi pour les Juifs.